# NGC 434A
NGC 434A في الفهرس العام الجديد، هي مجرة، تقع في كوكبة قيطس. اكتشفت في 23 أكتوبر 1864 بواسطة ألبرت مارث.

## روابط خارجية
- NGC 434A على موقع ويكي سكاي: DSS2, SDSS, GALEX, IRAS, Hydrogen α, X-Ray, Astrophoto, Sky Map, Articles and images